# Гарсиа, Жозе Маурисио Нунес

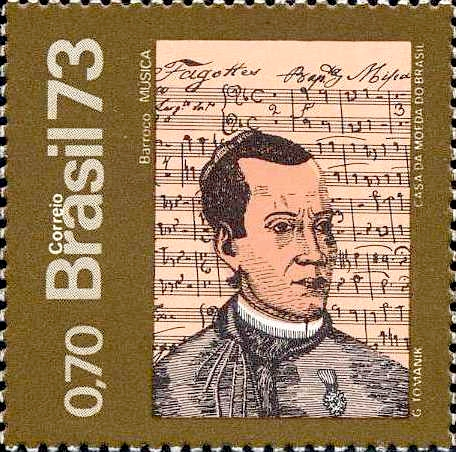
Жозе Маурисио Нунес Гарсиа на почтовой марке Бразилии. 1973 г.

Жозе Маурисио Нунес Гарсиа (Жозе Маурисиу Нунис Гарсия, порт. José Maurício Nunes Garcia; 22 сентября 1767 — 18 апреля 1830, Рио-де-Жанейро) — бразильский композитор и музыкант-мультиинструменталист, один из видных представителей эпохи классицизма Нового Света. Капельмейстер.

## Биография

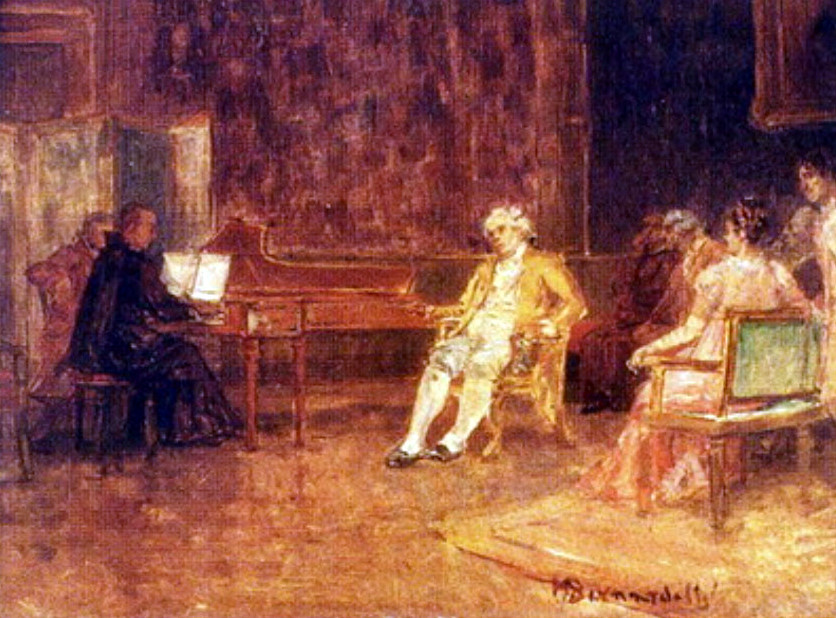
Жуан VI слушает музыку в исполнении Жозе Маурисио Нунеса Гарсии

Родился в семье лейтенанта и негритянки. Мулат. Родители его умерли рано и он воспитывался у тётки. С юности обладал большим музыкальным талантом.
Изучал теологию. Вступил в орден Святой Сесилии, был учителем музыки с 1784 году. Вероятно, он был музыкантом -самоучкой и создал бо́льшую часть своих музыкальных сочинений, прежде чем впервые познакомился с европейскими музыкантами.
Нунес Гарсия был рукоположен в священники в марте 1792 года.
На творчество Жозе Маурисио большое влияние оказали композиторы Венской классической школы, в частности Йозеф Гайдн и Вольфганг Амадей Моцарт.
В 1807 году португальский принц-регент Иоганн (позднее Жуан VI)к, спасаясь от французов, отправился вместе с семьей и двором в Бразилию, и прибыл в Рио-де-Жанейро в сопровождении 15 000 человек. Жуан обожал слушать церковную музыку. Услышав игру Нунеса Гарсии, принц назначил его капельмейстером королевской часовни.
Нунес Гарсиа был хорошим певцом, сопровождая пение игрой на клавесине, исполнял свои собственные произведения, а также произведения Доменико Чимарозы и Моцарта. Жозе Маурисио пользовался уважением принца. Это зашло так далеко, что принц, как-то, очарованный музыкой Гарсии, взял у одного из своих придворных орден Христа и прикрепил его на рясу священника.
Позже в результате интриг, в том числе и из-за цвета кожи, утратил должность руководителя Королевской капеллы, эта должность досталась Маркушу Португалу.
Самую раннюю сохранившуюся работу «Tota pulchra Es Maria» написал в 1783 году. Композитором написано свыше 400 произведений, из них около 240 сохранилось до наших дней. Большинство его композиций — духовного содержания, но он писал также и светскую музыку. Среди произведений Нунеса Гарсии заслуживает особого упоминания Месса де Реквием, четвертый и последний реквием композитора, написанный в 1816 году и посвящённый памяти Марии I, первой правящей королеве Португалии, матери Жуана VI. Есть также предположение, что Реквием посвящен тёте самого композитора — Витории Марии да Круз (порт. Vitória Maria da Cruz), умершей в том же году. Данный Реквием, по мнению многих музыкальных критиков, считается лучшей работой Нунеса Гарсии. Примечательно, что он написан в тональности ре минор (как и Реквием Моцарта), а в некоторых пассажах вызывает реминисценции на знаменитое произведение венского классика.